# Stylicletodes oligochaetus
Stylicletodes oligochaetus är en kräftdjursart som beskrevs av Nicolaus Gustavus Bodin 1968. Stylicletodes oligochaetus ingår i släktet Stylicletodes och familjen Cletodidae. Inga underarter finns listade i Catalogue of Life.